# Cyril Akpomedah
Cyril Akpomedah, né le 2 mai 1979 à Enghien-les-Bains, est un joueur de basket-ball français. Il occupe le poste d'ailier fort.

## Biographie
Passé par le centre de formation de Cholet Basket, Cyril Akpomedah part s'aguerrir en Pro B avec Châlons-en-Champagne pendant 4 ans avant de revenir dans son club formateur où ses qualités de contreur et rebondeur impressionnent. En 2005, il souhaite bénéficier d'une expérience à l'étranger et signe 2 ans pour le club belge de Charleroi.
Juste avant le début de la saison 2010-2011, Akpomedah est nommé capitaine du BCM Gravelines Dunkerque, lui qui est devenu le plus ancien du groupe à la suite du départ de Tony Stanley pour Boulogne-sur-Mer.

## Clubs
- 1997-1999 :  Cholet Basket (centre de formation)
- 1999-2003 :  ESPE Châlons-en-Champagne (Pro B puis Pro A)
- 2003-2005 :  Cholet Basket (Pro A)
- 2005-2007 :  Spirou Charleroi (Ligue Ethias)
- 20070000 :  HKK Široki (BB D1)
- 2007-2008 :  Paris-Levallois Basket (Pro A)
- 2008-2014 :  BC Gravelines-Dunkerque (Pro A)
- 2014-2016 :  AS Monaco (Pro B puis Pro A)

## Palmarès

### Collectif
- Champion de France Espoirs : 1997
- Vainqueur de la Coupe de France : 1998 et 1999
- Finaliste de la Coupe de Belgique : 2006
- Champion de Bosnie-Herzégovine : 2007
- Vainqueur de la Semaine des As : 2011
- Vainqueur de la Disney Land Leaders Cup 2013 avec le BCM Gravelines Dunkerque
- Champion de France de Pro B lors de la saison 2014-2015 avec Association_sportive_de_Monaco_(basket-ball)

### Distinctions personnelles
- Sélectionné pour le All-Star Game LNB : 2004, 2007, 2009, All Star Game 2010